# Microsoft Student
Microsoft Student（マイクロソフト スチューデント）とはマイクロソフトが開発した学生の勉強を支援するためのソフトウェアである。Microsoft Encarta Premiumが同梱され、Microsoft OfficeのテンプレートやMicrosoft Wordのような他のマイクロソフトのアプリケーションを統合したソフトといった学生向けに特化したいくつかのツールが収録されていた。例として、エンカルタの辞典と検索機能がWordのツールバーに入っていた。
Microsoft Mathや言語や文学のデータ、検索ツール（エンカルタのオンラインバージョンにアクセス可能）も収録されていた。最初のバージョンはStudent 2006であり、2009年までバージョンアップされていた。
マイクロソフトは2009年3月にMicrosoft Studentとエンカルタ百科事典の全バージョンの販売を同年6月に終了することを発表した。主な理由は人々の情報の求め方と百科事典・参考資料における市場それぞれの変化としている。